# 三上邦彦
三上 邦彦（みかみ くにひこ、1959年 - ）は、日本の社会福祉学者。岩手県立大学教授。

## 来歴
1982年3月、東北福祉大学社会福祉学部卒業。1986年3月、同大学院社会福祉学研究科社会福祉学専攻修士課程修了。1988年4月東北福祉大学兼任講師（養護原理担当）、1989年4月仙台市児童相談所心理判定員、1998年4月宮城教育大学兼任講師（児童福祉論担当）。2003年4月仙台市精神保健福祉総合センターデイケア係主査。2004年、岩手県立大学社会福祉学部福祉臨床学科准教授、2012年に同教授に就任。